# Hans Gruber (Autor)

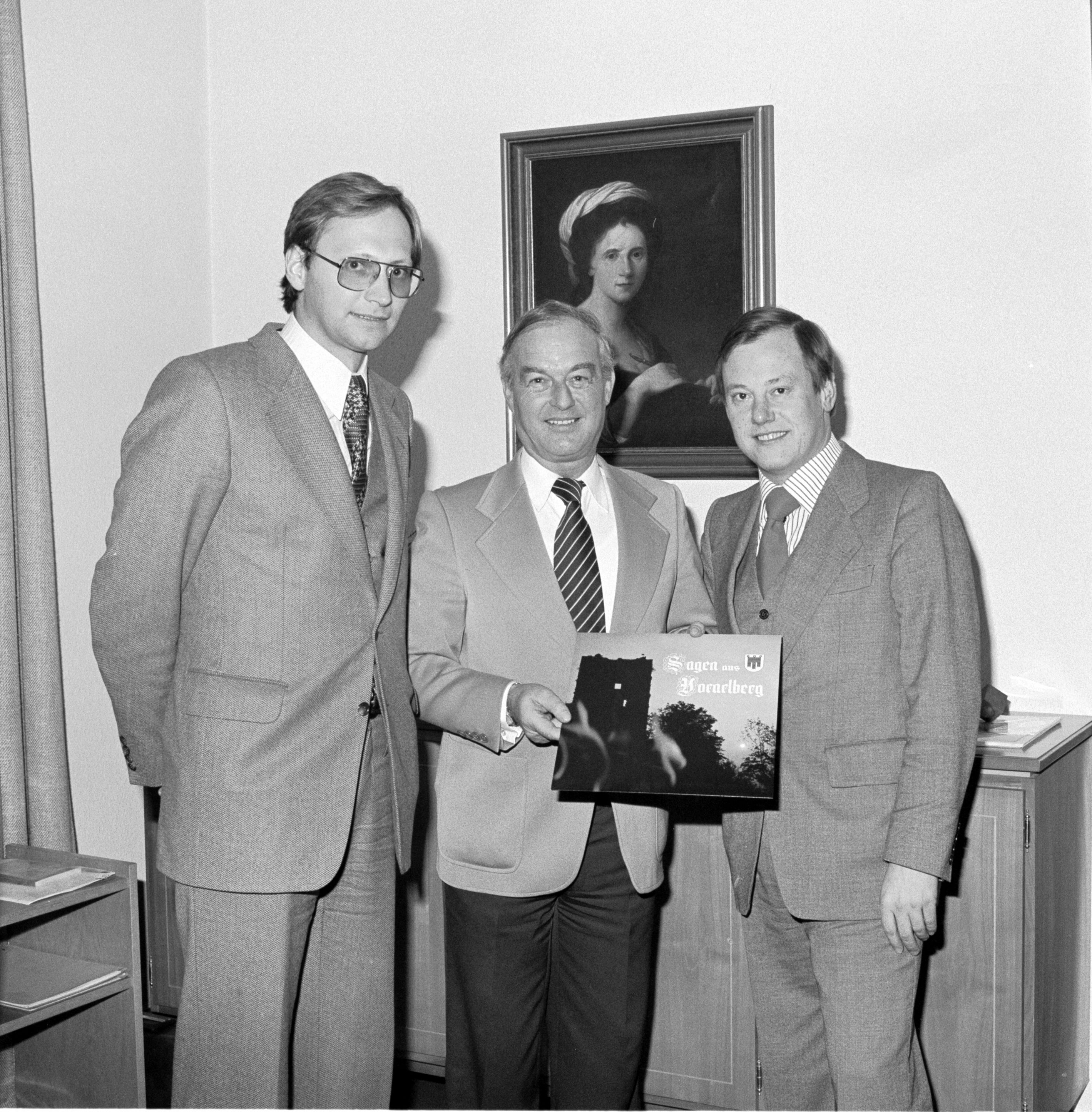
Plattenübergabe „7 Sagen aus Vorarlberg“ durch Hans Gruber (Mitte) an Siegfried Gasser (rechts) am 12. Dezember 1977

Johann „Hans“ Josef Gruber, Pseudonym Thurnhers Hannes, (* 22. Juli 1924 in Dornbirn; † 21. Juli 2000 ebenda) war ein österreichischer Unternehmer, Journalist und Mundartautor.
Er wirkte als freier Mitarbeiter beim Österreichischen Rundfunk, Radio Vorarlberg, und als bekannter Autor des Dornbirner Dialekts sowie als Musiker (Gitarre) und Unternehmer. Aufgrund seiner gelernten und nach dem Zweiten Weltkrieg ausgeübten Tätigkeit als Radiotechniker (später auch Unterhaltungsgeräte und Fernsehen) gilt er auch als Pionier für diese Technik in Vorarlberg. Er war auch zeitweise als Großeinkäufer für den Unternehmenszusammenschluss „Funkberater“ (Einkaufskooperation) in Japan tätig.

## Leben
Hans Gruber war der eheliche Sohn des Franz Gruber (* 19. Februar 1896 in Laupertshausen) und der Laura Karolin Gruber, geborene Thurnher, (* 24. Juni 1896 in Dornbirn), die am 17. August 1922 geheiratet hatten. Aus der Ehe stammen zwei Kinder (Schwester: Gruber Margaretha Johanna, verh. Wolf, * 21. Juni 1922; † 5. Dezember 2013). Hans Gruber besuchte im Dornbirner Stadtteil Markt die Volks- und Realschule und machte neben der Realschule eine Lehre als Radiomechaniker bei seinem Vater. Ursprünglich wollte Gruber Kunstmaler werden. Bei der deutschen Kriegsmarine wurde er als Techniker ausgebildet und war während des Zweiten Weltkriegs als Matrose, Heizer und technischer Ingenieur beschäftigt (Gruber hat sich mit 16 ½ Jahren freiwillig gemeldet, bereits sein Vater war im Ersten Weltkrieg Maschineningenieur auf der Prinz Eugen). Gruber geriet nach dem Versenken seines Schiffes 1945 im Mittelmeer kurzzeitig in amerikanischer Kriegsgefangenschaft (Italien).
Nach dem Zweiten Weltkrieg war er als Unternehmer im Bereich Radio- und Fernsehtechnik tätig. Parallel dazu arbeitete er freiberuflich beim ORF Vorarlberg mit verschiedenen Aufgabengebieten, zuerst noch unter seinem bürgerlichen Namen als Musiker (Barockmusik) und Moderator (zuerst mit Beiträgen zu den Biographien berühmter Musiker). Zudem war er in der Fachgruppe in der Wirtschaftskammer Vorarlberg engagiert, unter anderem als Fachgruppenobmann und Vorsitzender der Gesellen- und Meisterprüfungskommission.
Das Pseudonym Thurnhers Hannes setzt sich aus dem Geburtsnamen seiner Mutter (geborene Thurnher) und seinem abgekürzten Vornamen Johann bzw. seinem Rufnamen Hans (= Hannes) zusammen und wurde von ihm gewählt, da der Name Hans Gruber ihm zu wenig „Dornbirnerisch“ (Dorobirarisch) erschien.
Gruber war verheiratet und aus der Ehe stammen zwei Kinder.

## Werke
- Thurnhers Hannes: Do Wär' wieder amol Thurnhers Hannes, Bertschler, Schwarzach 1986, LP und MC (Hörbuch) bei Berton Records (Tyrolis)
- Thurnhers Hannes: Thurnhers Hannes erzählt – Ma seit jo nünt, ma redat blos, Mundart 1974, ORF-Live-Mitschnitt im Schlossbräu in Dornbirn | ORF-Live-Mitschnitt im Schulhüsle in Götzis, 2 CD Hörbuch – Dornbirn 2000, ORF-Landesstudio Vorarlberg,  | CDDB: misc/020de201
- Thurnhers Hannes: Thurnhers Hannes Tramfahrt go Luschnou (Tonträger)
- Thurnhers Hannes: Gärtnarei Moosbrugger (Tonträger)
- Thurnhers Hannes: Uf's Eosso warta (Tonträger)
- Thurnhers Hannes u. a.: Vorarlberger Dialekthörspiele, Dornbirn 2001, Radio Vorarlberg (Vierteiliges Werk)

Insgesamt hat Hans Gruber zu seinen Lebzeiten sieben Langspielplatten bespielt, von denen mehrere andere Tonträger (z. B. MC, CD) erzeugt wurden.

## Fernsehen und Radio
Bereits Ende der 1940er Jahre war er an Radiosendungen des ORF Vorarlberg zu klassischen Musikern, Unterhaltungssendungen und Hörspielen beteiligt.
1962 kam der Durchbruch als Mundartdichter und spitzfindiger Beobachter seiner Umwelt bei Radio Vorarlberg mit dem Beitrag: „Ma seit jo nünt, ma redat blos“ (dt.: „man sagt ja nichts, man redet nur“). Es folgten mehrere hundert Radiosendungen, Auftritte in Vorarlberg, im benachbarten deutschsprachigen Raum und in Wien in diesem besonderen Genre. Der letzte Beitrag vor seinem Tod war „Der Teifelskrug“, ein Hörspiel. Insgesamt soll er rund 1000 Beiträge, Geschichten, Gedichte etc. geschrieben haben für das Radio, Tonträgeraufnahmen und öffentliche Veranstaltungen.
- Unterwegs in Österreich: Ländle in Sicht, ORF-Zentrum, 28. August 1979
- Österreich-Bild: Thurnher’s Hannes (Hans Gruber), ORF-Zentrum, 15. November 1984
- Dabei gsi 70. Geburtstag von Thurnher’s Hannes, ORF-Landesstudio Vorarlberg, 2. August 1994
- Off Maz CD Präsentation Thurnher’s Hannes, ORF-Landesstudio Vorarlberg, 4. Februar 2001